# サニー・デイ・リアル・エステイト

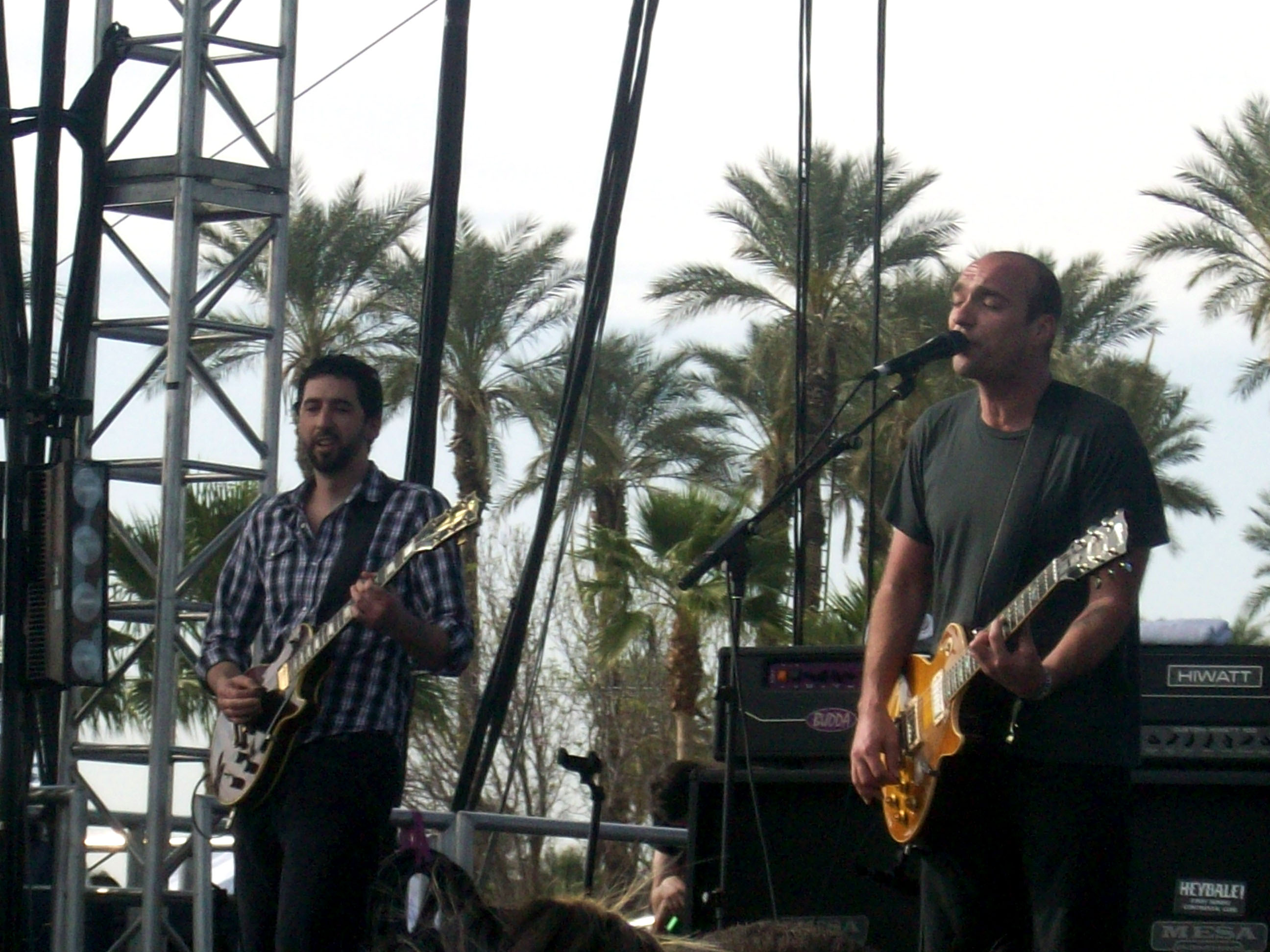
Sunny Day Real Estate 2010

サニー・デイ・リアル・エステイト（英: Sunny Day Real Estate、通称「SDRE」）はアメリカ・シアトル出身のエモバンド。1992年に結成され、その後幾度かの活動停止、再開を繰り返している。
1994年にサブ・ポップより発表した「ダイアリー」はエモの金字塔として大きな評価を受けた。これはサブ・ポップからリリースされたアルバムの中で7番目のセールスを記録した作品となった。また、ローリング・ストーン誌の選定する「最も偉大なエモ・アルバム40」の内の一枚にも選ばれている。ミネラルやゲット・アップ・キッズと並び、1990年代のエモ、ポスト・ハードコアシーンを代表するバンドである。
ベーシストのネイト・メンデルはデイヴ・グロールがフロントマンを務めるフー・ファイターズで活動中であり、ドラマーのウィリアム・ゴールドスミスも参加歴がある。

## 音楽性
エモをはじめとして、インディー・ロック、オルタナティヴ・ロック、ポスト・ハードコア、ポストパンク、ポスト・グランジなどに分類されることがあるほか、グランジの要素も持ち併せているとされる。彼らが影響を受けたバンドとして、ニルヴァーナ、スマッシング・パンプキンズ、フガジ、ザ・ネイション・オブ・ユリシーズ、ザ・サイケデリック・ファーズ、イエス、ブラック・サバス、ディープ・パープル、ダイナソーJr.、エンブレイス、キング・クリムゾン、レッド・ツェッペリン、ピンク・フロイド、ライツ・オブ・スプリング、スクリーミング・トゥリーズ、トーキング・ヘッズ、ザ・フレーミング・リップス、U2などを挙げている。
また、サニー・デイ・リアル・エステイトからの影響を公言しているバンドにベントン・フォールズ、ブレイド、ブライト・アイズ、サーカ・サバイブ、ジミー・イート・ワールド、ミネラル、セイヴズ・ザ・デイ、ゲット・アップ・キッズ、ザ・ムービーライフ、ザ・プロミス・リング、ザ・ワールド・イズ・ア・ビューティフル・プレイス・アンド・アイ・アム・ノー・ロンガー・アフレイド・トゥ・ダイ、ディス・ビューティフル・メス、ヴェンデッタ・レッドらがいる。

## メンバー
- ジェレミー・イーニック Jeremy Enigk – リードボーカル, リズムギター  (1992年～1995年, 1997年～2001年, 2009年～2014年, 2022年～), キーボード, ピアノ (1992年～1995年, 1997年～2000年), ベース (1999年～2000年)
- ウィリアム・ゴールドスミス William Goldsmith – ドラム, パーカッション (1992年～1995年, 1997年～2001年, 2009年～2014年, 2022年～)
- ダン・ホーナー Dan Hoerner – リードギター, コーラス (1992年～1995年, 1997年～2001年, 2009年～2014年, 2022年～), ベース (1999年～2000年), リードボーカル (1992年～1993年)
- グレッグ・スラン Greg Suran – リズムギター (2000年～2001年, 2022年～), キーボード (2000年～2001年)
- クリス・ジョーダン Chris Jordan – ベース (2022年～)

### 元メンバー
- ネイト・メンデル Nate Mendel – ベース (1992年～1995年, 1997年～2001年, 2009年～2014年)
- ジェフ・パーマー Jeff Palmer – ベース (1998年)
- ジョー・スカイワード Joe Skyward – ベース (1998年～1999年; 2016年死去[10])
- ニック・マクリ Nick Macri – ベース (2000年～2001年)
- ジェイソン・ナードゥシー Jason Narducy – リズムギター, コーラス (2022年～2023年) ※グレッグ・スランの代理としてツアーに参加

## ディスコグラフィー
- ダイアリー Diary (1994年)
- サニー・デイ・リアル・エステイト Sunny Day Real Estate (1995年)
- ハウ・イット・フィールズ・トゥ・ビー・サムシング・オン How It Feels to Be Something on (1998年)
- ザ・ライジング・タイド The Rising Tide (2000年)